# Гешаново
Гешаново е село в Североизточна България. То се намира в община Добричка, област Добрич.

## История
След Руско-турската война през 1829 година 800 семейства, начело със свещеника Михаил Стефанов Киранов, тръгват с оттеглящите се руски войски. Част от главанци остават в Северна България, където основават ново село Главан. 167 семейства достигат до Бесарабия, където основават трето село Главан. Няколко бесарабски главански семейства се завръщат в България след Освобождението, като тръгват след жътва. Зимата ги заварва в Добруджа, като два рода се установяват в днешно Гешаново, а други – Владимирово.
Преди да вземе името на загиналия поручик Стефан Гешанов, селото се нарича Конак, споменавано и като Конак куюсу. Поручик Гешанов от VI полк на I конна дивизия е убит в битка с румънците през 1916 г. недалеч от селото. По време на тоталитарния режим се счита за недопустимо едно населено място да носи име на царски офицер, като на два пъти има държавен опит да се смени името на селото. Местното население не допуска това да се случи.
През социалистическия период от 1949 до 1958 г. в толбухинското село Поручик Гешаново функционира ТКЗС „Първи май”.

## География, културни и природни забележителности
Гешаново се намира на 26 км северозападно от град Добрич. Селото се намира на Републикански път III-7106, свързващ Тервел с Карапелит и областния център. Разположено е близо до коритото на Сухата река, която в този район е пресъхнала. Околността на селото е предпочитана за билкосъбиране.
Още към 1929 г. в селото са построени чешми. До днес те са наричани Сладката, Горчивата и Акарджа.

## Население
Преброяване на населението през 2011 г.
Численост и дял на етническите групи според преброяването на населението през 2011 г.:
|                     | Численост | Дял (в %) |
| Общо                | 103       | 100,00    |
| Българи             | 92        | 89,32     |
| Турци               | 11        | 10,67     |
| Цигани              | 0         | 0,00      |
| Други               | 0         | 0,00      |
| Не се самоопределят | 0         | 0,00      |
| Неотговорили        | 0         | 0,00      |

## Религии
Православни християни.

## Редовни събития
Селски събор на 9 септември.

## Личности
- Желю Милушев (р. 1941), български политик от БКП.